# Campeonato de Tercera División 1900 (Argentina)
El Campeonato de Tercera División 1900 fue el primer campeonato de la tercera categoría del fútbol argentino y de la Tercera División, antecesor de la Primera C y Primera D.
Fue organizado por la Argentine Association Football League, y disputado por 5 equipos con límite de edad para jugadores no mayores a 17 años, siendo considerado antecesor de las divisiones inferiores. No existía un sistema de ascensos y descensos, y los clubes elegían en qué división competir.
El certamen consagró campeón al tercer equipo del English High School.

## Equipos
| Equipo                                | Ciudad          |
| ------------------------------------- | --------------- |
| Saint Andrew's Scots School           | Buenos Aires    |
| Saint Andrew's Academy                | Buenos Aires    |
| Lomas Academy                         | Lomas de Zamora |
| Escuela Nacional de Comercio          | Buenos Aires    |
| English High School Athletic Club III | Buenos Aires    |

## Sistema de disputa
Los equipos se enfrentaron bajo el sistema de todos contra todos a dos ruedas.

## Tabla de posiciones
| Pos. | Equipo                       |
| ---- | ---------------------------- |
| 1.°  | English High School III      |
| —    | Escuela Nacional de Comercio |
| —    | Lomas Academy                |
| —    | Saint Andrew's               |
| —    | Saint Andrew's Academy       |

|                                             |
|                                             |
| Campeón English High School III 1.er título |

## Descensos y ascensos
No existían ascensos durante la época, sino que los equipos se afiliaban a la categoría en la que consideraban que debían jugar, y en esta categoría generalente inscribían equipos de juveniles.